# Nafría de Ucero
Nafría de Ucero ist eine kleine nordspanische Gemeinde (municipio) mit 36 Einwohnern (Stand: 2024) im Westen der Provinz Soria in der Autonomen Region Kastilien-León. Die Gemeinde gehört zur bevölkerungsarmen Serranía Celtibérica. Neben dem Hauptort Nafría de Ucero besteht die Gemeinde aus den Ortschaften Rejas de Ucero und Valdealbín.

## Lage und Klima
Die Gemeinde Nafría de Ucero liegt in ca. 1130 m knapp 55 km (Fahrtstrecke) westsüdwestlich von Soria. Das Klima ist gemäßigt bis warm; Regen (ca. 582 mm/Jahr) fällt überwiegend im Winterhalbjahr.

## Bevölkerungsentwicklung
| Jahr      | 1970 | 1981 | 1991 | 2001 | 2011 | 2021 |
| Einwohner | 222  | 136  | 111  | 84   | 50   | 33   |

## Sehenswürdigkeiten
- Johanniskirche